# Léon Printemps

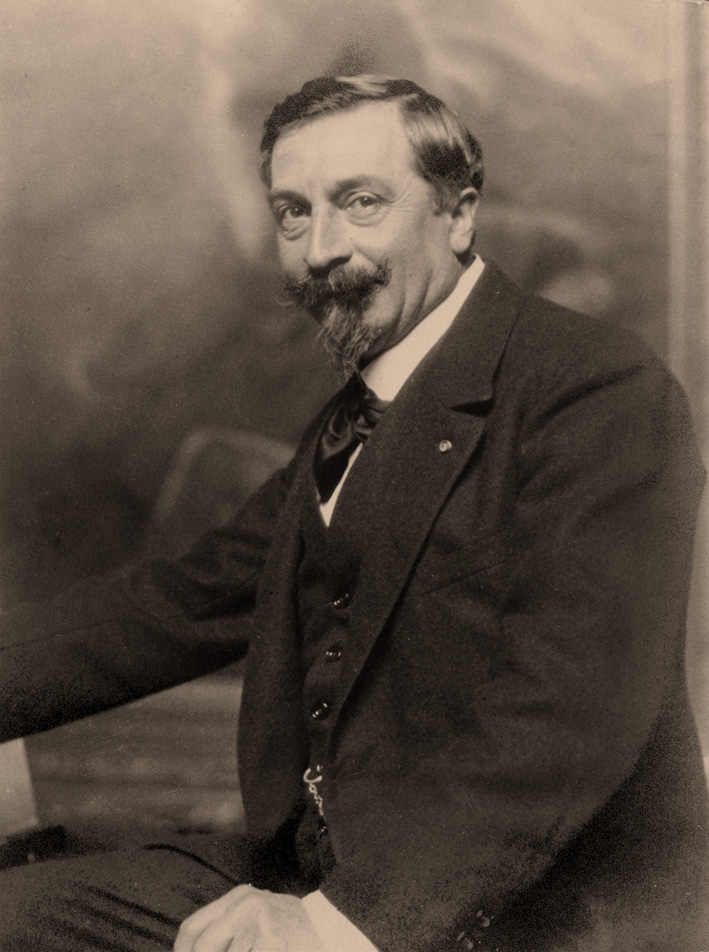
Léon Printemps 1924

Léon Printemps (* 26. Mai 1871 in Paris; † 2. Juli 1945 ebenda) war ein französischer Maler. Er verkehrte an der École nationale supérieure des beaux-arts de Paris mit Malern wie Georges Rouault, Henri Matisse und Henri Evenepoel. Er zeichnete sich durch sein herausragendes Talent als Porträt- und Landschaftsmaler aus.

## Leben
Léon Printemps wurde am 26. Mai 1871 in Paris als Sohn einer aus der Gegend um Lille stammenden Familie geboren. Schon in jungen Jahren übte die Malerei eine starke Anziehungskraft auf ihn aus. Sein Onkel, der Bildhauer Jules Printemps, Schüler von François Jouffroy an der École nationale supérieure des beaux-arts de Paris, unterstützte ihn in seiner Berufung und bereitete ihn auf die Aufnahmeprüfung an dieser Schule vor, an der er 1892 aufgenommen wurde. Er belegte Kurse bei Gustave Moreau, mit dem er bis zu dessen Tod im Jahr 1898 in Kontakt blieb. An der Schule begegnete er auch Georges Rouault, Matisse, Henri Evenepoel (1872–1899), Albert Marquet, Edgar Maxence (1871–1954) und Charles Milcendeau. In dieser Zeit verschrieb er sich vorwiegend der symbolistischen Strömung und fand seinen Ausdruck sowohl in einer poetischen und mythologischen Vision als auch in der Sinnlichkeit weiblicher Akte.

## Werk

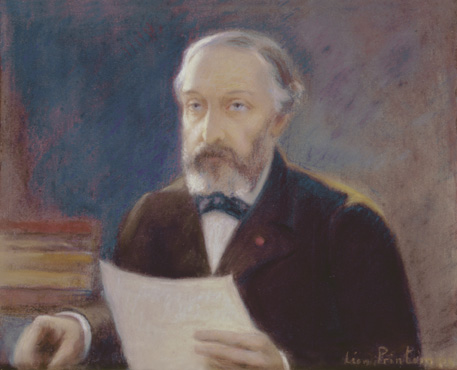
Sully Prudhomme – 1902 – Pastel – 36 × 45 cm

### Porträtmaler
Als anerkannter Porträtmaler erhielt er Aufträge von Persönlichkeiten wie Sully Prudhomme, dem ersten Nobelpreisträger für Literatur, dem Fürstenpaar von Waldeck, Herrn und Frau Commettant, und Fürst Jussupow, einem der Mörder von Rasputin.
Léon Printemps heiratete 1903, und sein familiäres Umfeld war häufig Gegenstand seiner Gemälde, die sich durch starke Innigkeit auszeichnen; er malte insbesondere seine Tochter Lucile, deren Tod im Alter von 6 Jahren ihn schwer erschütterte, und seinen Sohn René.

### Landschaftsmaler
Léon Printemps malte sein Leben lang Landschaften. Sein Wunsch, die flämischen Meister kennenzulernen, führte ihn Ende des 19. Jahrhunderts nach Belgien und in die Niederlande, von wo er zahlreiche Studien mitbrachte. Später hatte er eine Vorliebe für die Strände der Normandie, die damals in Mode waren, nach dem Ersten Weltkrieg für die Bretagne und vor allem für die Inseln der Vendée, die Île de Noirmoutier und die Île d’Yeu, wo er Küstenlandschaften und Porträts von Fischern und alten Bäuerinnen malte.

### Flämischer und holländischer Einfluss
Die Anziehungskraft der Meister, die sich bei seinen Besuchen im Louvre herauskristallisierte, bewogen ihn zu wiederholten Reisen nach Belgien und in die Niederlande, um sich in die Kunst der großen flämischen und holländischen Meister zu vertiefen. Mehrere Gemälde seiner ersten Aufenthalte in Belgien wurden in der Ausstellung französischer Künstler Salon des artistes français (1898 und 1905), in der Ausstellung „Salon artistique des PTT“ (1905) sowie in regionalen Ausstellungen in Lille (1898) und Nantes (1906) gezeigt.
1894 besuchte er bei einer ersten Reise nach Belgien, wahrscheinlich in Begleitung anderer Schüler von Gustave Moreau, die Städte Brügge, Gent, Mechelen und Antwerpen. Eine zweite Reise, zwei Jahre später, führte ihn in das Maastal, wo er den Bayardfelsen, eine außergewöhnliche Felsnadel, in Dinant malte. 1897 hielt er sich in den Niederlanden auf und besuchte das Rijksmuseum Amsterdam. 1898 besuchte er erneut Brügge und Mechelen. Beide Städte brachte er 1929 und 1933 seinem Sohn René näher, der als Maler ebenfalls Schüler an der École des Beaux-Arts de Paris war.
Léon Printemps starb am 9. Juli 1945 in seinem Atelier in der Rue Furstenberg in Paris, wo sich das Museum des Malers Eugène Delacroix befindet.

## Teilnahme an Messen und Ausstellungen – Preise und Auszeichnungen
- Salon des artistes français zwischen 1893 und 1939. Ehrenvolle Erwähnung im Jahr 1900.
- Salon d’hiver, von 1907 bis 1934.
- Salon des artistes de Paris.
- Exposition des Amis des arts de la Somme, in Amiens. Silbermedaille im Jahr 1896.
- Salon de l’Union artistique du Nord, in Lille. Silbermedaille im Jahr 1896.
- Salon de la Rose-Croix, 1897.[1]
- Salon artistique des PTT.
- Exposition du Travail. Silbermedaille im Jahr 1899.
- Salon de la Société des Amis des arts de Nantes, 1902 bis 1908.
- Salon du Cercle des Gobelins, 1901 bis 1903, 1913.
- Internationale Ausstellung im Palais des beaux-arts in Monte Carlo, 1903.
- Internationale Ausstellung in Paris Neuilly, Goldmedaille im Jahr 1900.
- Internationale Ausstellung in Seattle, Washington, Goldmedaille im Jahr 1909.
- Ausstellung der Schüler von Gustave Moreau, Galerie Hessèle, 1910.
- Prix du souvenir – Krieg 1914–1918, 1924.
- Frattesi-Preis der Stadt Paris, 1942.

## Gemälde in öffentlichen Sammlungen
- Châlons-en-Champagne (Marne): Städtisches Museum – Parfum du soir – 1904. Schenkung des Barons Alphonse de Rothschild.
- Châtenay-Malabry (Hauts de Seine):
  - Mediathek: Porträt von Sully Prudhomme – 1902.
  - Maison de Chateaubriand: La femme à la grille – 1898.
- Cholet (Maine-et-Loire): Musée d’art et d’histoire – L’Automne – 1900.[2]
- Clairoix (Oise): Association Art, Histoire et Patrimoine de Clairoix: Église de Clairoix – Vallée de l’Aronde – 1910.
- Clermont (Oise): Rathaus – Bretonne d’Audierne – 1910.
- Compiègne (Oise): Musée Antoine Vivenel – Au bois du rêve – 1899. Schenkung des Barons Alphonse de Rothschild.
- Laffaux (Aisne): Rathaus – Verdun – 1920.[3]
- Les Lucs-sur-Boulogne (Vendée): Historial de la Vendée – 30 Gemälde (Schenkung 2013).[4]
- Lullin (Savoie): Rathaus – Église – 1917.
- Noirmoutier (Vendée):
  - La Guérinière: Musée des traditions de l’île – Paysage.
  - L’Épine: Rathaus – Le marché de L’Épine – 1922.
  - Noirmoutier-en-l’Île: Musée du Château – Affiche des Chemins de Fer de l’ État – Excursions aux îles de l’Océan – 1928.
  - Association des Amis de Noirmoutier – 25 Gemälde (Schenkung 2013).[4]
- Paris: Fonds municipal d’art contemporain de la ville de Paris: Retour de pêche (île d’Yeu) – 1925.
- Quimper (Finistère): Musée départemental Breton – 9 Gemälde (Schenkung 2015).[4]
- Riom (Puy-de-Dôme): Musée F. Mandet – Le lierre enlaçant la fleur – 1903.
- Vauhallan (Essonne): Fremdenverkehrsamt – L’église de Vauhallan – 1897.
- Versailles (Yvelines): Musée Lambinet – La gare des matelots – 1918.

## Jüngste retrospektive Ausstellungen seit 2000
- Paris, Rathaus des 7. Arrondissement, März 2000.
- Île de Noirmoutier, Musée des traditions de l’Île de Noirmoutier: La Guérinière, April – Juni 2000; L’Épine, Juli–August 2005.
- Châtenay-Malabry, Ausstellung anlässlich des hundertsten Todestages von Sully Prudhomme, Mai 2007.
- Les Lucs-sur-Boulogne, Beitrag zur Ausstellung « Des toiles et des voiles – L’île d’Yeu sous le regard des peintres »,
 Historial de la Vendée, 29. Juni – 23. September 2007.
- Vauhallan, Beitrag zur Ausstellung zum Ersten Weltkrieg von 1914–1918, November 2008. Fotografien von etwa zehn Werken.
- Île d’Yeu, Beitrag zur Ausstellung über die Künstler des Hafens von la Meule, August 2009[5]